# Douglas Murray
Douglas Murray (ur. 12 marca 1980 w Sztokholmie) – szwedzki hokeista, reprezentant Szwecji, olimpijczyk.
Pomimo imienia i nazwiska sugerującego język angielski, jest Szwedem urodzonym w ojczyźnie i mającym szwedzkich rodziców. Przyczyną są jego szkoccy przodkowie. Jego dziadek Lasse Björn (ur. 1931) także był hokeistą.

## Kariera
- Djurgården J20 (1996-1997)
- New York Apple Core (1997-1999)
- Cornell University (1999-2003)
- Cleveland Barons (2003-2006)
- San Jose Sharks (2005-2013)
  -  Worcester Sharks (2007)
  -  Djurgården (2012-2013)
- Pittsburgh Penguins (2013)
- Montreal Canadiens (2013-2014)
- Kölner Haie (2015)

Wychowanek klubu IK Göta. Od 1997 kontynuował karierę w USA. W drafcie NHL z 1999 został wybrany przez San Jose Sharks i od grudnia 2005 występował w tym klubie. W lipcu przedłużył kontrakt o cztery lata. Od września 2012 do stycznia 2013 na okres lokautu w sezonie NHL (2012/2013) związany kontraktem z macierzystym szwedzkim klubem Djurgården. Od marca 2013 zawodnik Pittsburgh Penguins. Od sierpnia 2013 zawodnik Montreal Canadiens, związany rocznym kontraktem. Od stycznia do początku marca 2015 zawodnik  Kölner Haie.
Uczestniczył w turniejach mistrzostw świata w 2008 oraz zimowych igrzysk olimpijskich 2010.

## Sukcesy
Klubowe
- Mistrzostwo NCAA: 2003 z Cornell University
- Mistrz Dywizji NHL: 2008, 2009, 2010, 2011
- Presidents’ Trophy: 2009

Indywidualne
- Zawodnik roku NCAA Ivy-League: 2002
- Hobey Baker Award: 2002
- Najlepszy defensywny obrońca sezonu NCAA: 2003
- Najlepszy zawodnik sezonu drużyny Cleveland Barons: 2005